# 彰化縣田中鎮大安國民小學
彰化縣田中鎮大安國民小學（英語：Da-An Elementary School，縮寫DAES），簡稱大安國小，位於台灣彰化縣田中鎮的一所縣立國民小學，屬於偏遠地區學校。

## 校史
1949年8月，三安、大崙二里地方仕紳要求田中國民學校設分離教室，以孫家、菸寮、三安集會所及洪公宅集會所計三間為臨時教室，收一、二、三、四年學級生，五、六年級仍在田中國民學校就讀。1950年3月設立，名稱為「田中第一國民學校三安分校」。之後，地方仕紳士發動里民捐獻，向地主卓金龍購買校地（現址）約四分地，於1951年9月設立分校，改稱為「田中國民學校三安分校」，1953年8月獨立招生，陳允成為首任校長。1956年1月家長會發動樂捐再購入八厘地，1964年開辦學童營養午餐，1968年8月更名為「大安國民小學」。

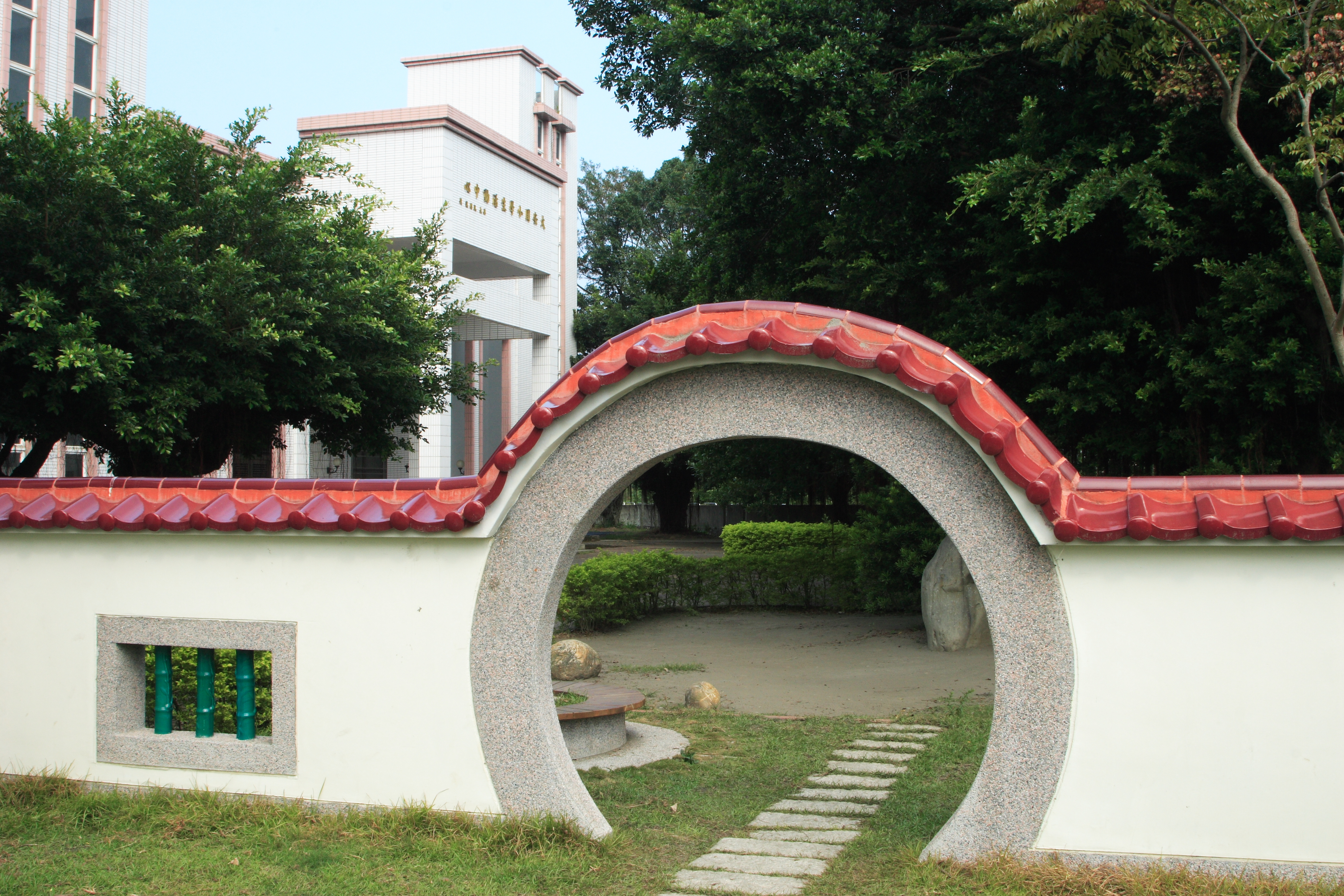
彰化縣大安國民小學靜思園

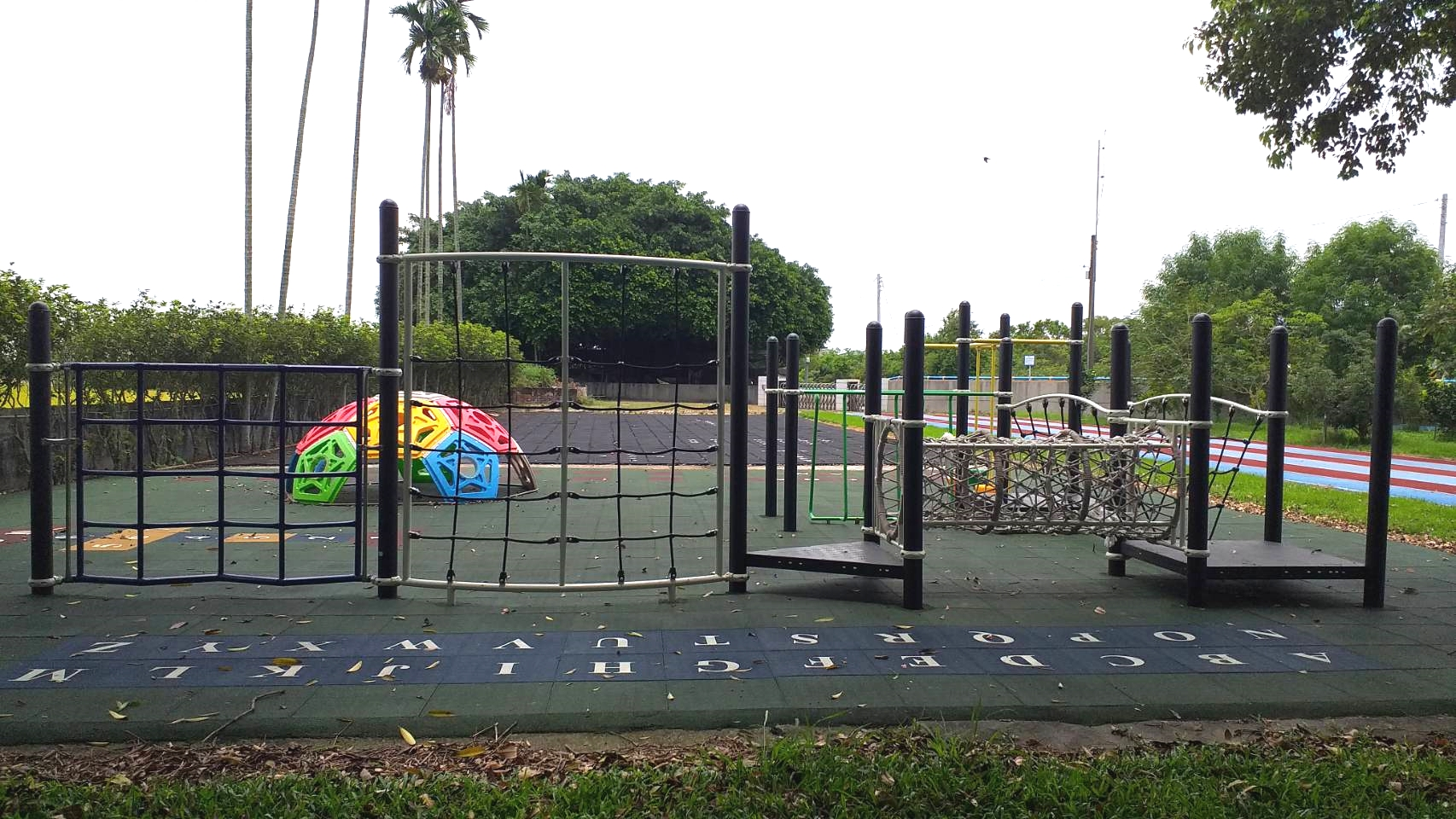
彰化縣大安國民小學遊戲場

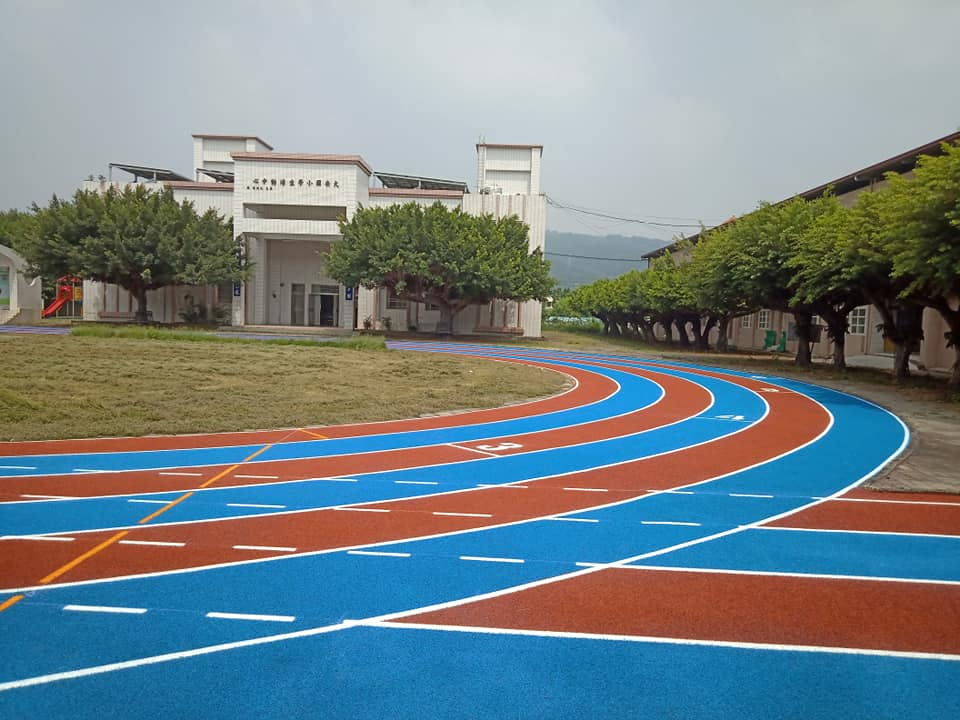
彰化縣大安國民小學運動場

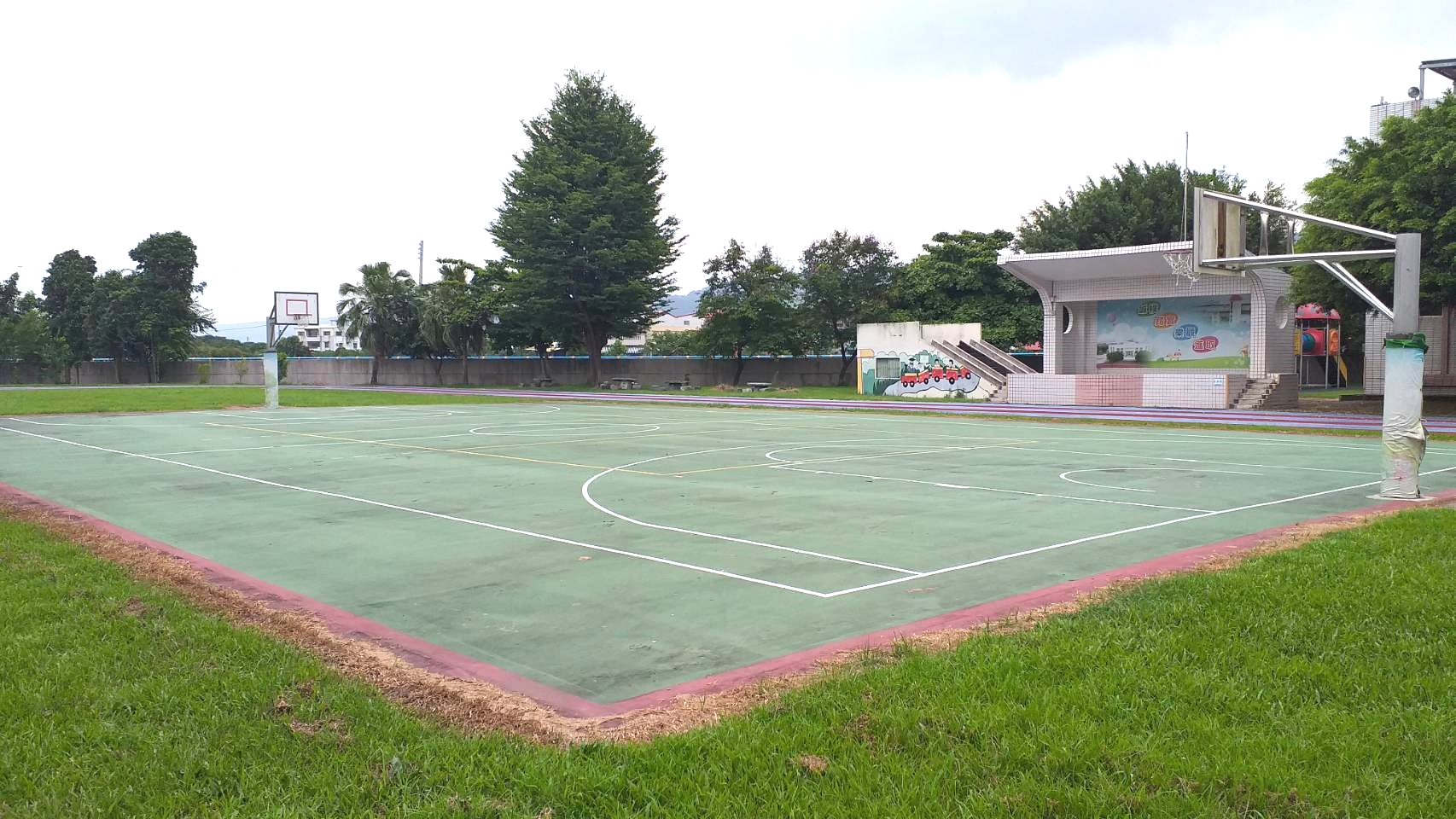
彰化縣大安國民小學籃球場

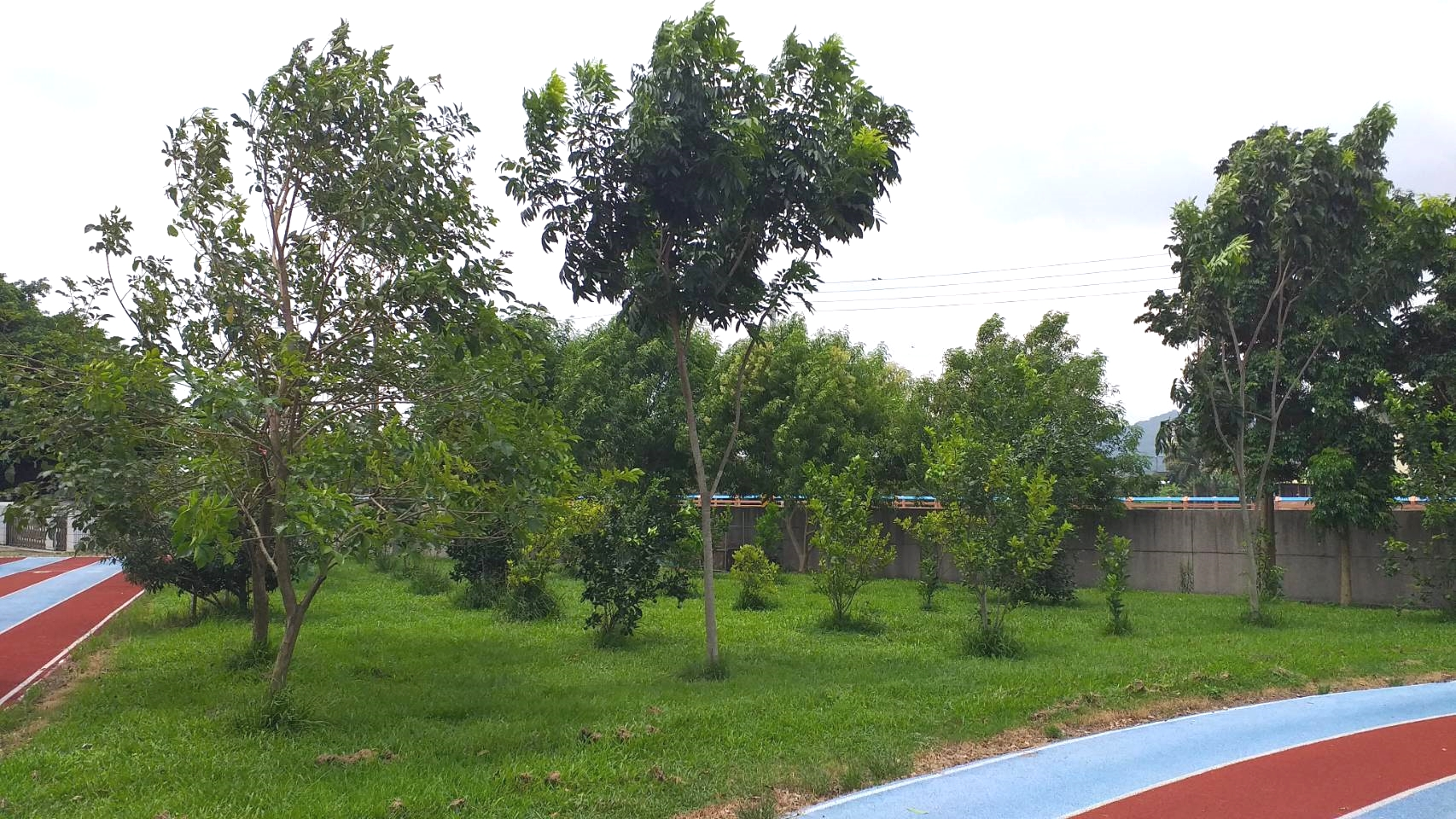
彰化縣大安國民小學果樹林

2020年歐德百閱公益捐贈該校「幸福圖書室」。2017年學校師生受邀參加教育廣播電台節目「咱的故鄉」，進行藝文交流。2021年師生攀登合歡山主峰，並在山頂進行管樂合奏。
近幾年學校致力發展民俗體育-獨輪車，以及機關王課程。

## 歷任校長
以下資料來自《田中鎮志》與彰化學校資料平台：
| 姓名   | 任期                 | 備註     |
| ------ | -------------------- | -------- |
| 陳允成 | 1953年8月~1970年1月  | 第一任   |
| 謝敏貴 | 1970年8月~1972年10月 | 第二任   |
| 謝紫經 | 1972年3月~1979年9月  | 第三任   |
| 鄭金樹 | 1979年9月~1987年8月  | 第四任   |
| 楊丙南 | 1987年8月~1992年8月  | 第五任   |
| 謝春農 | 1992年8月~1993年8月  | 第六任   |
| 王豐成 | 1993年8月~1997年8月  | 第七任   |
| 王瑞欽 | 1997年8月~2003年2月  | 第八任   |
| 賴秀英 | 2003年2月~2007年1月  | 第九任   |
| 吳宗達 | 2007年2月~2011年1月  | 第十任   |
| 黃俊勳 | 2011年2月~2017年7月  | 第十一任 |
| 蔡忠課 | 2017年8月-迄今       | 第十二任 |